# Carolina Gámez
Carolina Andrea Gámez Gallardo (22 de febrero de 1981); modelo, bailarina y Miss Universo Chile 2001 a los 20 años de edad.
Participó del Ballet Folclórico Nacional Bafochi. Obtuvo como máxima figuración el 4.º Lugar en la categoría de trajes típicos en el concurso Miss Universo 2001, llamado "Reina de los Hielos Eternos" del diseñador chileno Ricardo Oyarzún.
Más adelante participó en el programa Rojo Fama Contrafama de TVN.

## Filmografía
- Jappening con ja (Mega, 2004) - Varios
- Vértigo (Canal 13, 2004) - Invitada
- Rojo Fama Contrafama (TVN, 2004) - Participante
- Teatro en Chilevisión (Chilevisión, 2005) - Invitada
- Cada día Mejor (La Red, 2018) - Parte del grupo humorístico Requeterisas.